# 삼림밭쥐
삼림밭쥐(Microtus pinetorum)는 비단털쥐과에 속하는 설치류의 일종이다. 북아메리카 동부에서 발견되는 작은 밭쥐이다. 소나무밭쥐로도 알려져 있다.

## 특징
삼림밭쥐는 몸길이가 83~121mm이고, 꼬리 길이는 13~38mm로 짧다. 몸무게는 14~37g이다. 등 쪽 털은 갈색이고 배 쪽은 희끄무레한 색 또는 은색을 띤다.

## 생태
네브라스카 주와 캔사스 주, 오클라호마 주, 텍사스 주를 포함한 미국 동부 전역에서 발견된다. 탈락성 숲과 건조한 들, 사과 과수원에서 서식한다. 키가 큰 식물 식생의 삼림 지대를 좋아하지만 상록 관목과 지표 식물, 오래되어 쓰러진 나무 사이에서도 서식한다. 활엽수림의 땅을 파기 적합한 촉축하고 무른 흙에서 서식하며, 삼림밭쥐는 이와 같은 서식지에 가장 풍부하다. 그러나 건조한 들판이나 해안가 만 가장자리와 같은 다른 서식지에서도 발견된다. 또한 사과 과수원도 좋아하는 서식지이다. 가장 좋아하는 먹이가 나무 뿌리이고, 따라서 나무 간격이 삼림밭쥐 개체수 밀도에 영향을 미친다.
삼림밭쥐는 부식토와 이탄층, 이끼가 섞인 흙부터 자갈이나 돌이 섞인 흙까지 좋아하지만 아주 건조한 흙은 싫어한다. 알피졸과 얼티졸 토양도 굴을 파기에 좋기 때문에 삼림밭쥐가 특히 좋아한다. 뿌리와 줄기, 잎뿐만 아니라 열매와 씨앗, 나무껍질, 땅속 곰팡이, 곤충도 먹는다. 뿌리와 덩이줄기를 먹기 때문에 삼림밭쥐는 물을 많이 마실 필요가 없다. 삼림밭쥐는 주로 겨울 동안에 먹이를 저장한다. 대부분의 시간을 땅 아래 굴 속에서 보내며 땅 위로 나오는 모험은 거의 하지 않는다. 그렇기 때문에 매와 올빼미로부터 안전하다. 다른 포식자로 뱀이 포함된다. 이와 벼룩, 진드기, 털진드기와 같은 외부 기생충에 감염되기도 쉽다.

## 무리 습성 및 번식
삼림밭쥐는 굴 속 약 40~45cm 이내 영역에서 가족 집단을 형성하여 생활한다. 가족 집단이 굴을 독점적으로 사용하고 대개 다른 집단이 칩입하지 않기 때문에 굴을 방어할 필요는 없다. 영역의 크기와 장소 그리고 집단의 분산은 인근 가족 집단들로 제한된다. 삼림밭쥐의 가족 집단은 번식 가능한 한 마리의 암컷과 수컷 그리고 1~4마리의 새끼로 이루어지며, 이들을 도와주는 몇 마리가 추가되기도 한다. 도움을 주는 밭쥐는 다른 집단에서 이주해 온 경우이다. 이주해 가는 집단은 흔하지 않고, 다른 집단에 자리 여유가 있는지 여부에 달려 있다. 굴을 만드는 것은 많은 노력이 필요하고 제한된 자원이기 때문에 번식을 하지 않는 개체로 집단에 머무르는 것이 유리하다.

## 사람과의 관계
삼림밭쥐는 사과 과수원에 피해를 주어 높은 경제적 손실을 초래한다. 밭쥐가 사과를 먹기 때문에 사과 경작자들에게 연간 상당한 손실을 준다. 농부들이 삼림밭쥐를 해충으로 간주하기도 한다. 도시에서는 밭쥐의 서식지 선택에 거의 영향을 미치지 않는다.